# David Godbold
David Godbold (ur. 3 listopada 1985 roku w Oklahoma City) – amerykański koszykarz, występujący w latach 2004–2018 w klubach amerykańskich, polskich, fińskich, słowackich i niemieckich.

## Życiorys
David Godbold pierwsze cztery lata gry spędził na uniwersytecie Oklahoma. W ostatnim sezonie notował średnio 7,7 punktu oraz 4 zbiórki na mecz, a jego kolegą z drużyny był Blake Griffin, numer 1 draftu NBA w 2009 roku. Po ukończeniu college'u, Godbold pozostał w Oklahomie. W sezonie 2008–2009 grał w lidze UBL, w zespole Oklahoma Impact. W czerwcu 2009 roku podpisał kontrakt z Basketem Kwidzyn. Po wycofaniu się tego zespołu z PLK, Amerykanin przeszedł do Stali Stalowa Wola. Po odejściu ze Stalowej Woli, występował dla fińskiego Salon Vilpas Vikings, słowackiego BC Prievidza, niemieckiego BG Göttingen i niemieckiego Phoenix Hagen (po raz pierwszy dołączył do kadry w 2016, a po raz drugi w 2018).

## Przebieg kariery
- 2004–2008 Oklahoma (NCAA)
- 2008–2009 Oklahoma Impact (UBL)
- 2009–2009 Bank BPS Basket Kwidzyn
- 2009–2010 Stal Stalowa Wola
- 2010–2011 Salon Vilpas Vikings
- 2011–2013 BC Prievidza
- 2013–2016 BG Göttingen
- 2016 Phoenix Hagen
- 2018 Phoenix Hagen